# 1817

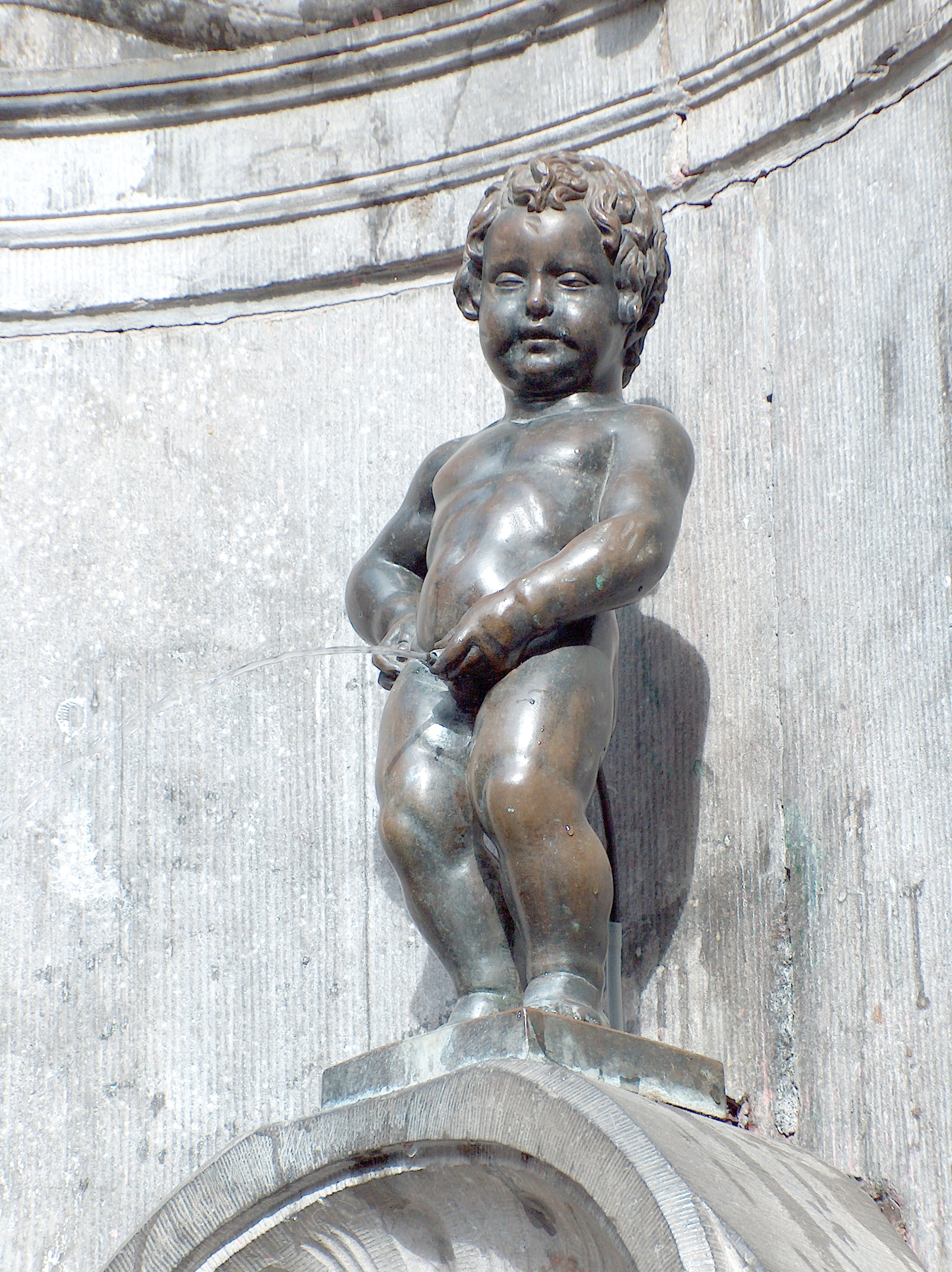
Manneken Pis

Het jaar 1817 is het 17e jaar in de 19e eeuw volgens de christelijke jaartelling.

## Gebeurtenissen
januari
- 25 - De eerste wet op octrooien wordt in Nederland ingevoerd.

maart
- 4 - James Monroe legt de eed af als 5e president van de Verenigde Staten van Amerika.
- 12 - Verdragen tussen Nederland enerzijds en Pruisen, Oostenrijk, Engeland en Rusland anderzijds, waarbij het Nederlands grondgebied wordt uitgebreid met een gebied dat door Frankrijk in de tweede vrede van Parijs is afgestaan.

april
- 22 - onder leiding van “profeet” en stamhoofd Makana, wordt Grahamstad in de Britse Kaapkolonie  aangevallen door de Xhosa. De verdedigende troepen krijgen bijtijds hulp en de Xhosas worden teruggedreven. Hierna wordt overeengekomen dat het land tussen de Vis- en Keiskammarivier een neutraal gebied zal zijn.

mei
- 1 - Het koninkrijk der Beide Siciliën richtte 15 provincies op in het deelgebied Napels, op het Italiaanse vasteland.
- 17 - Op het eiland Saparua op de Molukken breekt een opstand uit tegen het Nederlandse gezag. Als eerste verzetsdaad wordt de postprauw bij Porto geplunderd.
- 18 - Patria geeft toestemming voor de stichting van 's Lands Plantentuin te Buitenzorg op Java.
- 31 - De opera La gazza ladra van Gioacchino Rossini gaat in première in het Teatro alla Scala in Milaan.

juni
- 12 - De eerste officiële tweewieler, de draisine, wordt door de uitvinder Karl von Drais gedemonstreerd in zijn woonplaats Mannheim.
- 13 - De plaatsen Dongen en Oosterhout worden getroffen door een windhoos.
- 26 - Diefstal van Manneken Pis van Brussel.
- 26 - Hongeroproer in Europa. In Rotterdam worden op grote schaal winkels geplunderd.

juli
- 4 - In de Amerikaanse staat New York wordt aangevangen met het graven van het Eriekanaal.
- 7 - Het landgraafschap Hessen-Homburg wordt lid van de Duitse Bond. De Bond bestaat nu uit 39 staten.
- 16 De gouverneur van Nagasaki geeft Titia Bergsma, echtgenote van het Nederlandse opperhoofd op Deshima, toestemming om met haar zoontje en het kindermeisje aan land te gaan. Als eerste westerse vrouw trekt ze veel bekijks en van haar geschilderde afbeeldingen worden iconisch.

augustus
- 1 - Ontdekking van het graf van Seti I door Giovanni Battista Belzoni.
- 3 - Nederlandse militairen landen op Saparua en beginnen aan de verovering.
- 3 - De Venezolaanse admiraal Brion zeilt met een eskader de rivier de Orinoco op. In de slag van Cabrián verslaat dit eskader een Spaanse vloot van 28 schepen. 14 Spaanse schepen worden buitgemaakt en 1500 zeelieden gevangengenomen.
- augustus - De Maatschappij tot Nut van het Algemeen spoort haar departementen aan, om spaarbanken op te richten.

september
- 3 - De Nederlanders hebben Saparua in handen.

oktober
- 9 - De Universiteit Gent wordt plechtig geopend.
- 11 - Het koninkrijk der Beide Siciliën richtte op Sicilië 7 provincies op, na de 15 op het vasteland.
- 16 - De Curaçaose opstandelingenleider in Venezuela Manuel Carlos Piar wordt ter dood gebracht door een vuurpeloton tegen de muur van de kathedraal van Angostura.
- 18 - Giovanni Battista Belzoni dringt de tempel van Aboe Simbel binnen.

november
- 6 - De Britse troonopvolger Charlotte Augusta van Wales, enig kind van de prins-regent George IV, sterft in het kraambed.
- 10 - In het Friese Workum wordt de eerste Nutsspaarbank, tevens eerste spaarbank van Nederland, opgericht.
- 12 - De Ambonese opstandelingenleider Pattimura wordt door de Nederlanders gevangengenomen.

december
- 21 - De Mermaid onder het gezag van kapitein King en met John Septimus Roe en Allan Cunningham aan boord verlaat de haven van Sydney. Opdracht is het in kaart brengen van de westkust van Australië.

zonder datum
- In Nederland wordt de eerste koperen cent geslagen als onderdeel van de invoering van het decimale stelsel.

## Bouwkunst

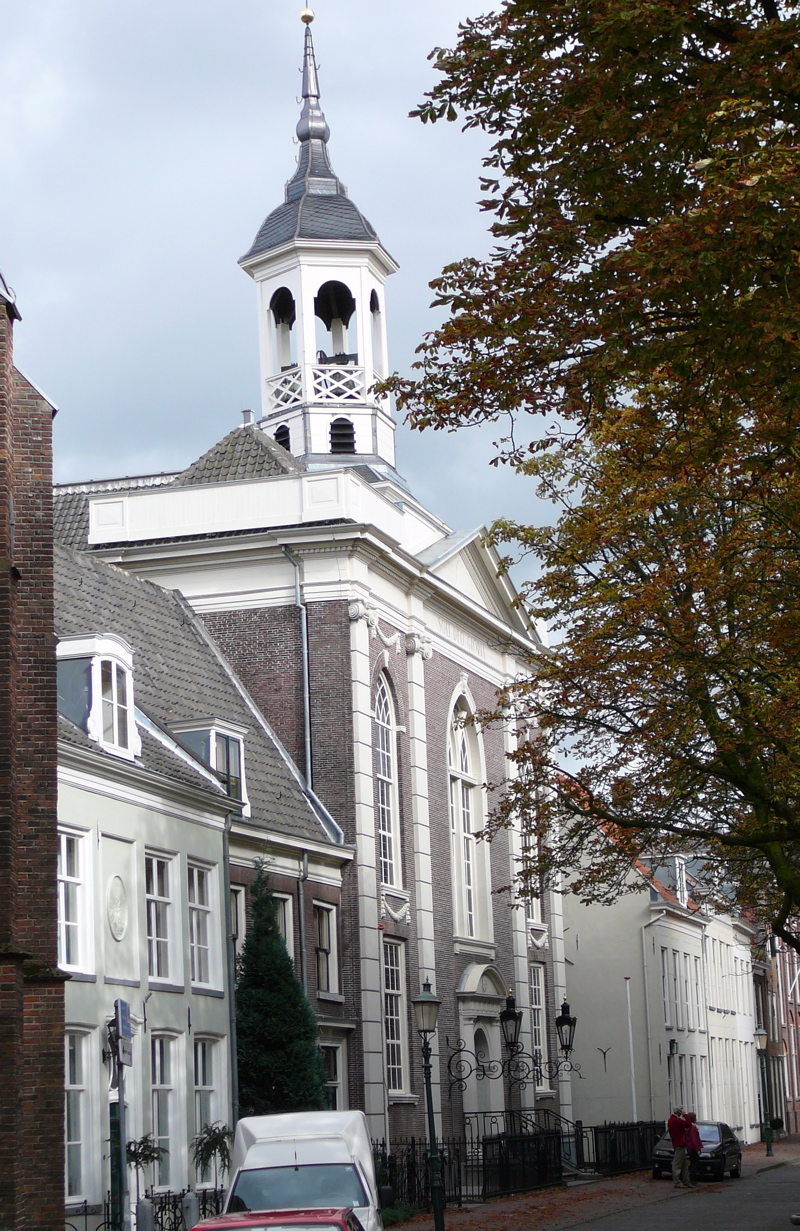
Sint-Franciscus-Xaveriuskerk (Amersfoort) (1817) J. Wittenberg

## Geboren

### januari
- 29 - John Callcott Horsley, Engels kunstschilder (overleden 1903)
- 30 -  Anthony Winkler Prins, Nederlands encyclopedist, dichter en dominee (overleden 1908)

### februari
- 7 - Willem Egbert Kroesen, Nederlands militair, commandant van het Koninklijk Nederlandsch-Indisch Leger (overleden 1873)
- 18 - Johannes Bosboom, Nederlands schilder en aquarellist (overleden 1891)
- 19 - Willem III, koning van Nederland 1849-1890 (overleden 1890)
- 22 - Niels Gade, Deens componist, violist en dirigent (overleden 1890)
- 23 - George Frederic Watts, Engels kunstschilder en beeldhouwer (overleden 1904)

### maart
- 21 - Joseph Poelaert, Belgisch architect (overleden 1879)

### april
- 13 - Nunzio Sulprizio, Italiaans leerling-smid en zalige (overleden 1836)
- 18 - George Henry Lewes, Engels filosoof en criticus (overleden 1878)
- 25 - Édouard-Léon Scott de Martinville, Frans uitvinder van de fonograaf (overleden 1879)

### mei
- 10 - Julius Springer, Duits uitgever (overleden 1877)

### juni
- 20 - Jacobus Johannes Bos, Nederlands predikant en geschiedschrijver (overleden 1913)
- 30 - Joseph Dalton Hooker, Brits botanicus (overleden 1911)

### juli
- 6 - Willem Jonckbloet, Nederlands taalgeleerde en politicus (overleden 1885)
- 24 - Adolf van Luxemburg, Luxemburgs groothertog (overleden 1905)

### augustus
- 26 - Marie-Eugénie de Jésus, Frans geestelijke en heilige (overleden 1898)

### september
- 6 - Mihail Kogălniceanu, Roemeens politicus (overleden 1891)

### oktober
- 10 - Christophorus Buys Ballot, Nederlands meteoroloog, wis- en natuurkundige (overleden 1890)

### november
- 3 - Edouard Piaget, Zwitsers entomoloog (overleden 1910)
- 9 - Louis Hubené, Belgisch pianist, stadsbeiaardier en componist (overleden 1871)
- 20 - Paul-Jean Clays, Belgisch schilder (overleden 1900)
- 30 - Theodor Mommsen, Duits geschiedkundige en Nobelprijswinnaar (overleden 1903)

## Overleden
juli
- 14 - Madame de Staël (51), Frans schrijfster
- 18 - Jane Austen (41), Brits schrijfster

augustus
- 9 - Leopold III Frederik Frans van Anhalt-Dessau (76), Duits vorst en hertog

september
- 2 - Andreas Bonn (79), Nederlands arts, chirurg en anatoom

oktober
- 18 - Étienne Nicolas Méhul (54), Frans componist en organist

november
- 7 - Jean-André Deluc (90), Zwitsers geoloog
- 8 - Andrea Appiani (63), Italiaans schilder
- 11 - Francisco Javier Mina (28), Spaans/Mexicaans onafhankelijkheidsstrijder

december
- 27 - Johannes Theodorus Rossijn (73), Nederlands filosoof, wiskundige en hoogleraar